# 406 aC
El 406 aC va ser un any del calendari romà prejulià. Era l'any 348 Ab urbe condita (de la fundació de Roma).

## Esdeveniments
- S'acaba la construcció de l'Erectèon, situat al nord de l'Acròpoli d'Atenes.[1]
- Gran derrota dels volscs a mans romanes.[2]
- Batalla naval de les Arginuses. Un conjunt de 150 naus ateneses van derrotar la flota espartana en aigües de les illes Arginuses (agost), batalla en la qual va morir Cal·licràtides i els espartans van perdre 70 naus.[3]
- Nova ofensiva de Cartago contra Sicília. El general cartaginès Himilcó, va assetjar Acragant, la va ocupar i saquejar. Els seus habitants es van refugiar a Gela.[4]
- Eurípides escriu la tragèdia Les Bacants.[5]
- Primera referència específica als foners balears, durant el setge d'Acragant (Sicília), amb els exèrcits de Cartago.[6]
- A Roma van ser elegits tribuns amb potestat consular: Publi Corneli Rútil Cos, Gneu Corneli Cos, Numeri Fabi Ambust i Luci Valeri Potit.[7]

## Necrològiques
- Sòfocles.[8]
- Hanníbal, fill de Giscó, per una pesta quan atacava Acragant, a Sicília.[9]
- Cal·licràtides, almirall espartà, en la batalla naval de les Arginuses.[10]